# 胡門齊 (卡緬涅茨-波多利斯基區)
48°45′36″N 26°37′34″E / 48.76000°N 26.62611°E

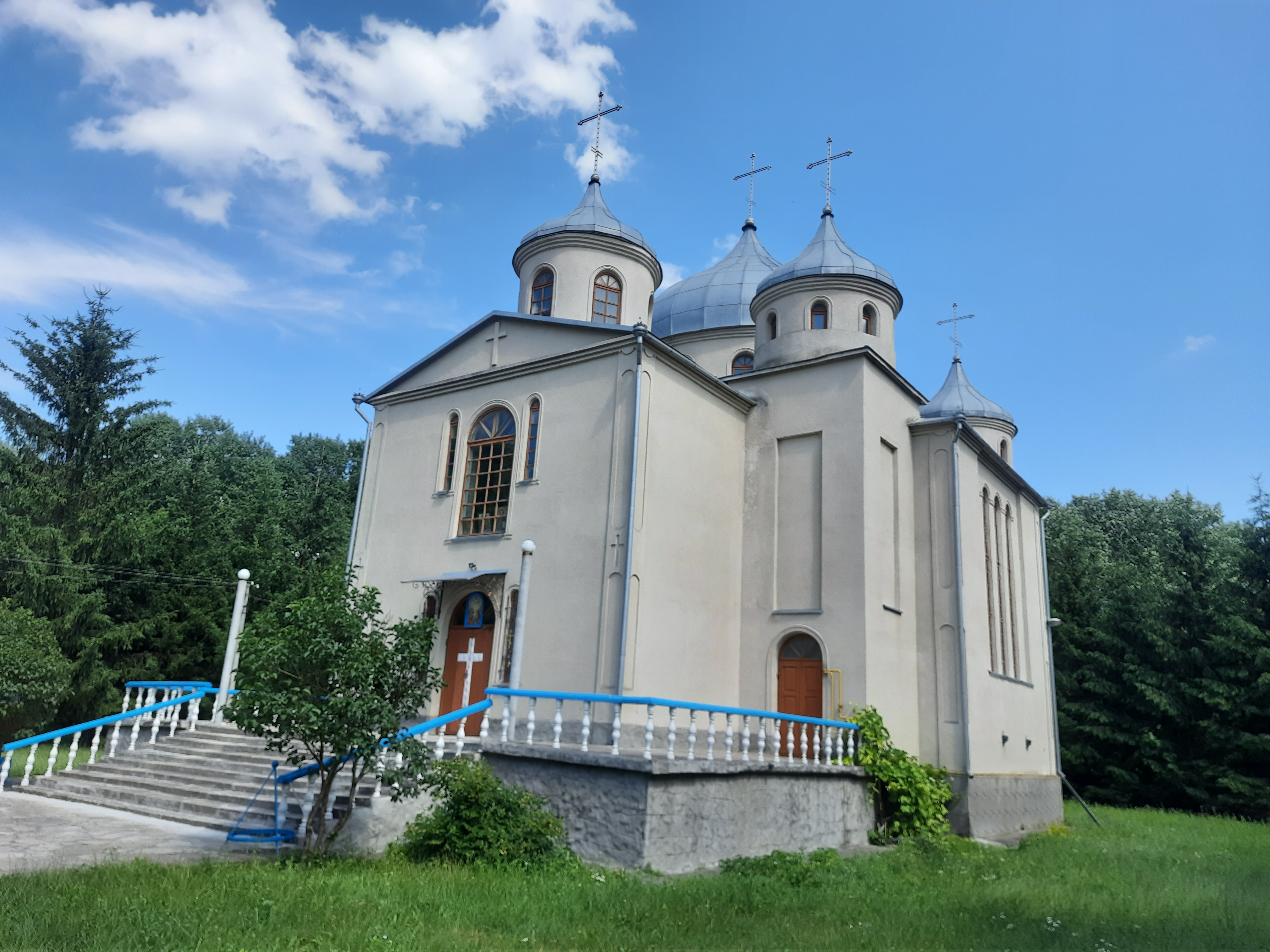
教堂

胡门齊（烏克蘭語：Гуменці），是烏克蘭西部赫梅利尼茨基州卡緬涅茨-波多利斯基區胡门齐市镇内的村落及其行政中心。始建於1496年，面積3.58平方公里，2001年人口2,114。